# Plectaneia hildebrandtii
Plectaneia hildebrandtii är en oleanderväxtart som beskrevs av Karl Moritz Schumann. Plectaneia hildebrandtii ingår i släktet Plectaneia och familjen oleanderväxter. Inga underarter finns listade i Catalogue of Life.